# René Berti
Pour les articles homonymes, voir Berti.
Renato Berti dit René Berti et Ribet, né à Padoue le 26 octobre 1884 et mort à Vicence le 24 septembre 1939, est un peintre et graveur italien, actif dans les années 1930.

## Biographie

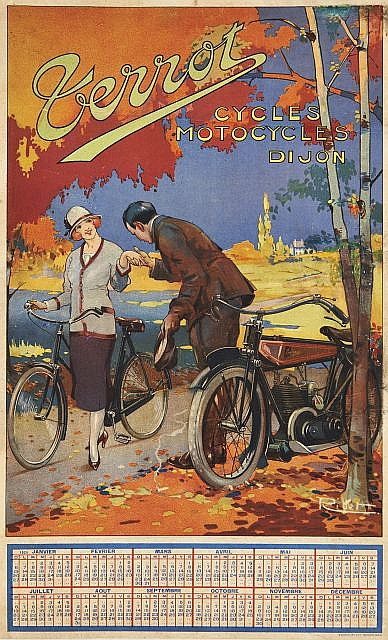
Affiche lithographiée pour Terrot - Cycles, motocylces.

Portraitiste, paysagiste et animalier, il prend part au Salon des artistes français de 1929 avec deux toiles, Portrait de Jean Huré et La Place aux fruits à Padoue puis devient associé à la Société nationale des beaux-arts et est placé en hors-concours. Médaillé à l'exposition de Naples, il expose tous les deux ans à la Nationale des beaux-arts et a exposé à Douai, Deauville, Neuilly, au Cercle de l'union artistique et à l'Esposizione Universale di Roma.
Son œuvre gravée la plus réputée reste Le Chant de la cloche de Schiller (1927). On lui doit aussi des estampes d'éditions et de magazines.